# Masse (Schwarza)
Die Masse ist ein 5,5 Kilometer langer linker Nebenfluss der Schwarza im Thüringer Schiefergebirge.

## Name
Die erste schriftliche Erwähnung des Flusses gab es im Jahr 1370 als Massa. Der Name kann auf das germanische Wort *massa mit der Bedeutung „nass, feucht“ zurückgehen.

## Geographie
Die Quelle der Masse befindet sich 735 m ü. NHN ca. 3,5 km nördlich von Masserberg in der Nähe des Schwalbenhauptes im Landkreis Hildburghausen. Der Fluss mündet in Oelze, einem Ortsteil der Gemeinde Katzhütte im Landkreis Saalfeld-Rudolstadt in die Schwarza.